# Tsidiiyazhi
Tsidiiyazhi is een geslacht van uitgestorven muisvogels uit de familie Sandcoleidae. De soort leefde tijdens het Paleoceen in Noord-Amerika.

## Fossiele vondst
Tsidiiyazhi werd in 2017 beschreven op basis van een fossiel in de Nacimiento-formatie in het San Juan-bekken in de Amerikaanse staat New Mexico. Het fossiel dateert uit het Vroeg-Paleoceen met een ouderdom van tussen de 62,5 tot 62.2 miljoen jaar. De naam Tsidiiyazhi betekent 'kleine ochtendvogel' in het Navajo.
Tot de beschrijving van Tsidiiyazhi was de Nieuw-Zeelandse pinguïn Waimanu manneringi met een ouderdom van circa 60,5 miljoen jaar de oudst bekende zekere Neoaves. Tsidiiyazhi is de oudst bekende boombewonende Neornithes.

## Kenmerken
Tsidiiyazhi had het formaat van de hedendaagse bruine muisvogel met een gewicht van ongeveer vijftig gram. 